# Laagste punt van Nederland
Het laagste punt van Nederland, zoals gedefinieerd door Rijkswaterstaat, bevindt zich momenteel in een weiland in de Zuidplaspolder, ten noordoosten van Nieuwerkerk aan den IJssel. Dit punt ligt 6,78 meter onder NAP. Ongeveer 400 meter ten westen hiervan, langs de A20, staat het monument laagste punt van Nederland.
Het laagste punt is ontstaan bij de drooglegging van de Zuidplas in 1841. De Zuidplas is ontstaan doordat men het veen onder de waterspiegel heeft gedolven, het zogenoemde slagturven.

## Geschiedenis
Het laagste punt van Nederland is door menselijk ingrijpen nogal eens van plaats veranderd. Oorspronkelijk zal het laagste punt iets boven zeeniveau hebben gelegen.
Al vroeg begon men in het tegenwoordige Noord-Holland met het droogleggen van plassen die ontstaan waren door het wegslaan van veen. De oudst bekende droogmakerij is de Dergmeerpolder op de grens van Oudkarspel en Warmenhuizen. Het Dergmeer was ongeveer één meter diep en is al vóór 1542 drooggelegd. Door inklinking van de bodem ligt het diepste punt van de polder tegenwoordig op 1,7 meter onder NAP.
In de zeventiende eeuw werden ook diepere plassen drooggelegd, zoals de Beemster, Purmer, Wormer en Schermer, alle ongeveer 2 à 2,5 meter diep. Er kwamen daar ook zeer diepe meren voor. Zo is er een 'diepe hectare' van 6,44 meter onder NAP in de Purmer, die in 1622 drooggelegd was. 
De plassen in Noord-Holland, die zoals gezegd voor het merendeel gevormd waren door het wegslaan van veen, waren daardoor niet al te diep. In Zuid-Holland lagen plassen van een andere soort. Deze waren dieper en veelal ontstaan door het zogenoemde slagturven. Een van deze plassen, de Zuidplas ten westen van Gouda, werd van 1824 tot 1841 drooggelegd . 
Het laagste punt van Nederland lag na het droogvallen van de plas in Nieuwerkerk aan de IJssel op 5,8 meter beneden het toen nog Amsterdams Peil. Slechts 33 jaar later, in 1874 viel de diepste droogmakerij van Nederland, de Prins Alexanderpolder droog, waarvan het diepste punt op 6 meter beneden Amsterdams Peil kwam te liggen.
In 1961 werd op initiatief van de Leidse Studentenjaarclub Figaro in samenwerking met Meetkundige Dienst van Rijkswaterstaat en de Topografische Dienst de plaats vastgesteld van destijds het laagste punt van Nederland. Dat was gelegen in de Prins Alexanderpolder in de gemeente Capelle aan den IJssel nabij de Hoofdweg. Op dat punt werd met enige plechtigheid een document begraven. Gedurende enige jaren heeft op deze plaats nog een merkteken gestaan. Door stadsuitbreiding van Rotterdam in de jaren 60 van de twintigste eeuw waarbij het maaiveld met zand werd opgehoogd, is deze plaats verloren gegaan.
Met het verdwijnen van het punt in Capelle aan de IJssel kwam het laagste punt van Nederland weer te liggen in Nieuwerkerk aan den IJssel, waar het diepste punt van de Zuidplaspolder door inklinking en rijping van de bodem inmiddels op een diepte van 6,70 meter onder NAP was komen te liggen. Ook dit punt ging verloren door stadsuitbreiding, waarna het laagste punt van Nederland op 7 meter onder NAP in de wijk Prinsenland tussen de Prinsenlaan en de begraafplaats Oud-Kralingen kwam te liggen.

### Discussie
In 1995 kondigde de Rotterdamse deelgemeente Prins Alexander aan dat men een monument wilde oprichten in de wijk Prinsenland, ter herinnering dat Nederland daar het laagst was.
De voormalige gemeente Nieuwerkerk aan den IJssel vond dit erg voorbarig. In Prinsenland was ooit 7 meter onder NAP gemeten maar intussen was er een nieuwe woonwijk ontstaan waarvoor de polder tot 6,25 onder NAP was opgehoogd.
Nieuwerkerk aan den IJssel was daarom van mening dat volgens een meting uit 1986, waarbij 6,74 meter onder NAP was gemeten, het laagste punt van Nederland zich in hun gemeente bevond.
Daarna bleek dat ook de gemeente Waddinxveen met 7,10 meter onder NAP en de deelgemeente Kralingen-Crooswijk met 7,20 meter onder NAP vonden dat het laagste punt binnen hun grenzen 
lag.
Deze situatie leidde tot een discussie die landelijke bekendheid kreeg toen het TV-programma Nova er aandacht aan besteedde. Het probleem was dat de gemeenten verschillende definities hanteerden voor het laagste punt. Terwijl Nieuwerker aan den IJssel uitging van het maaiveld, baseerden Waddinxveen en Kralingen-Crooswijk hun claims op het polderpeil of het laagste waterpeil.
De Meetkundige Dienst van Rijkswaterstaat, beheerder van  de Hoogtekaart van Nederland, had zich tot dan toe grotendeels afzijdig gehouden van de discussie. Men vond het geen maatschappelijk relevant vraagstuk. Echter, door de toegenomen publiciteit voelde de Meetkundige Dienst als de deskundige op dit gebied de noodzaak om duidelijkheid te verschaffen. De afdeling Geodetische Advisering heeft zich daarop over het vraagstuk gebogen en vervolgens de exacte definitie van het laagste punt van Nederland geformuleerd.
Op 29 juli 1995 maakte minister Annemarie Jorritsma van Verkeer en Waterstaat bekend dat het punt in het weiland in Nieuwerkerk aan den IJssel op 6,74 meter onder NAP voldeed aan de definitie van het laagste punt. Het punt is gemeten op 51°59'13" noorderbreedte en 4°38'9" oosterlengte en kreeg het predikaat 'laagste punt
van Nederland'.
Op 18 april 1998 heeft mevrouw ir. J.M. Leemhuis-Stout, commissaris van de Koningin in Zuid-Holland, het monument onthuld, dat het laagste punt van Nederland accentueert.
Begin 2005 heeft er een zogenoemde NAP-correctie plaatsgevonden. In de omgeving van het laagste punt moesten de NAP-hoogtes 2 cm naar beneden worden bijgesteld.
Eind 2017 heeft Rijkswaterstaat de NAP-hoogte van het laagste punt opnieuw bepaald. Hierbij kwam men uit op 6,78 meter onder
NAP.
Door (bouw)activiteiten, bodembeweging, verandering van de grondwaterstand en inklinken van de bodem veranderen de maaiveldhoogten voortdurend, zodat het afwachten is hoelang het huidige laagste punt van Nederland deze titel mag blijven dragen.

## Definitie van het laagste punt van Nederland
Onder het laagste punt verstaat Rijkswaterstaat 'het punt dat de gemiddelde maaiveldhoogte weergeeft van een door mens en dier beloopbaar, nagenoeg horizontaal gebied van ongeveer één hectare en dat, gemeten ten opzichte van het NAP, lager ligt dan enig ander maaiveld in Nederland.'
De gemiddelde hoogte van een gebied van ongeveer één hectare sluit kunstmatig gecreëerde laagste punten uit zoals verdiepte wegen, tunnels en (voor dat doel) gegraven kuilen. Dat het gebied door mens en dier beloopbaar moet zijn, sluit wateroppervlakten uit. De definitie is afgeleid van de meetinstructies voor de Hoogtekaart van Nederland.

## Kunstwerken voor het laagste punt

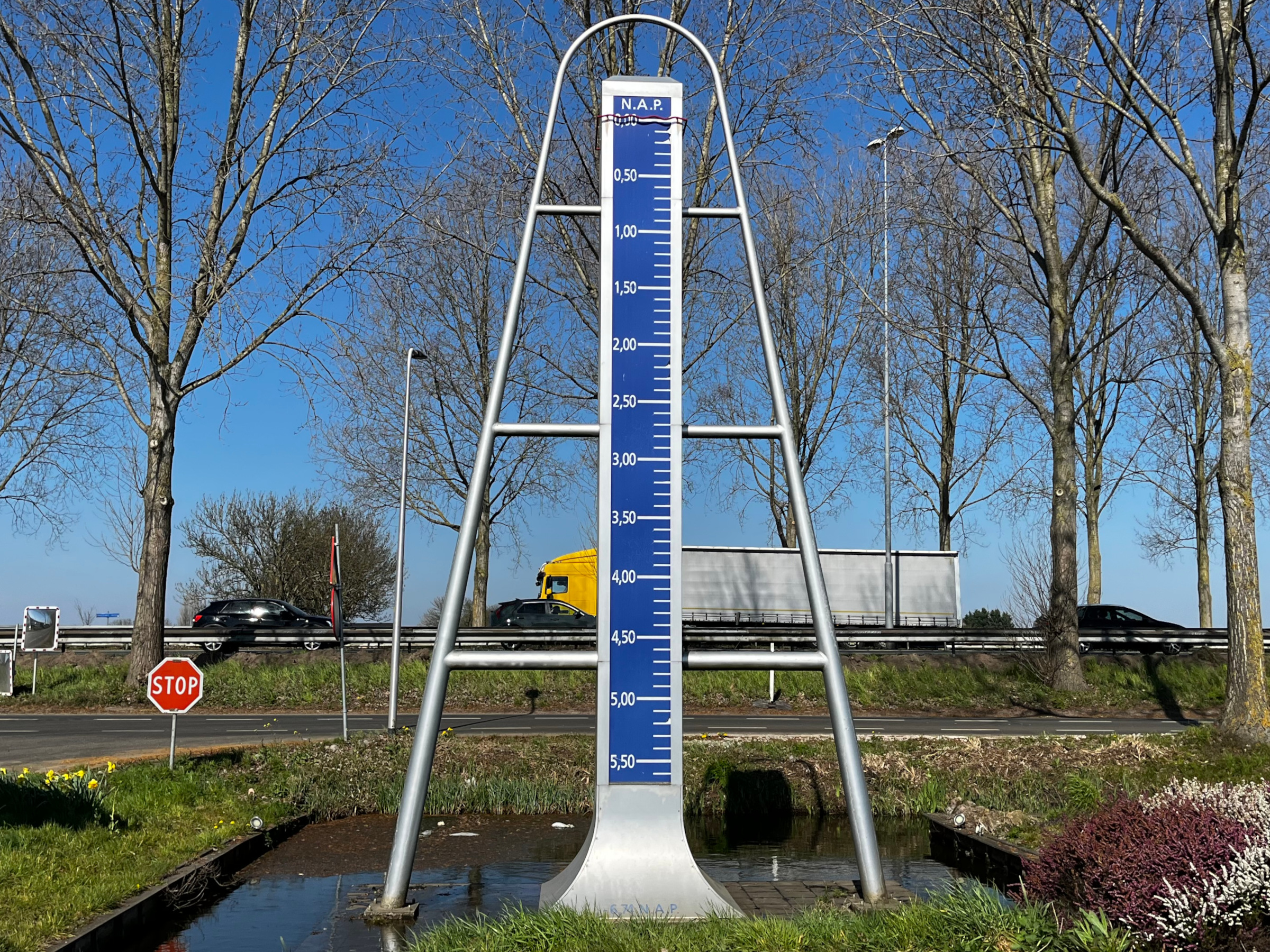
Monument dat het laagste punt van Nederland accentueert. (Nieuwerkerk aan den IJssel, gemeente Zuidplaspolder)
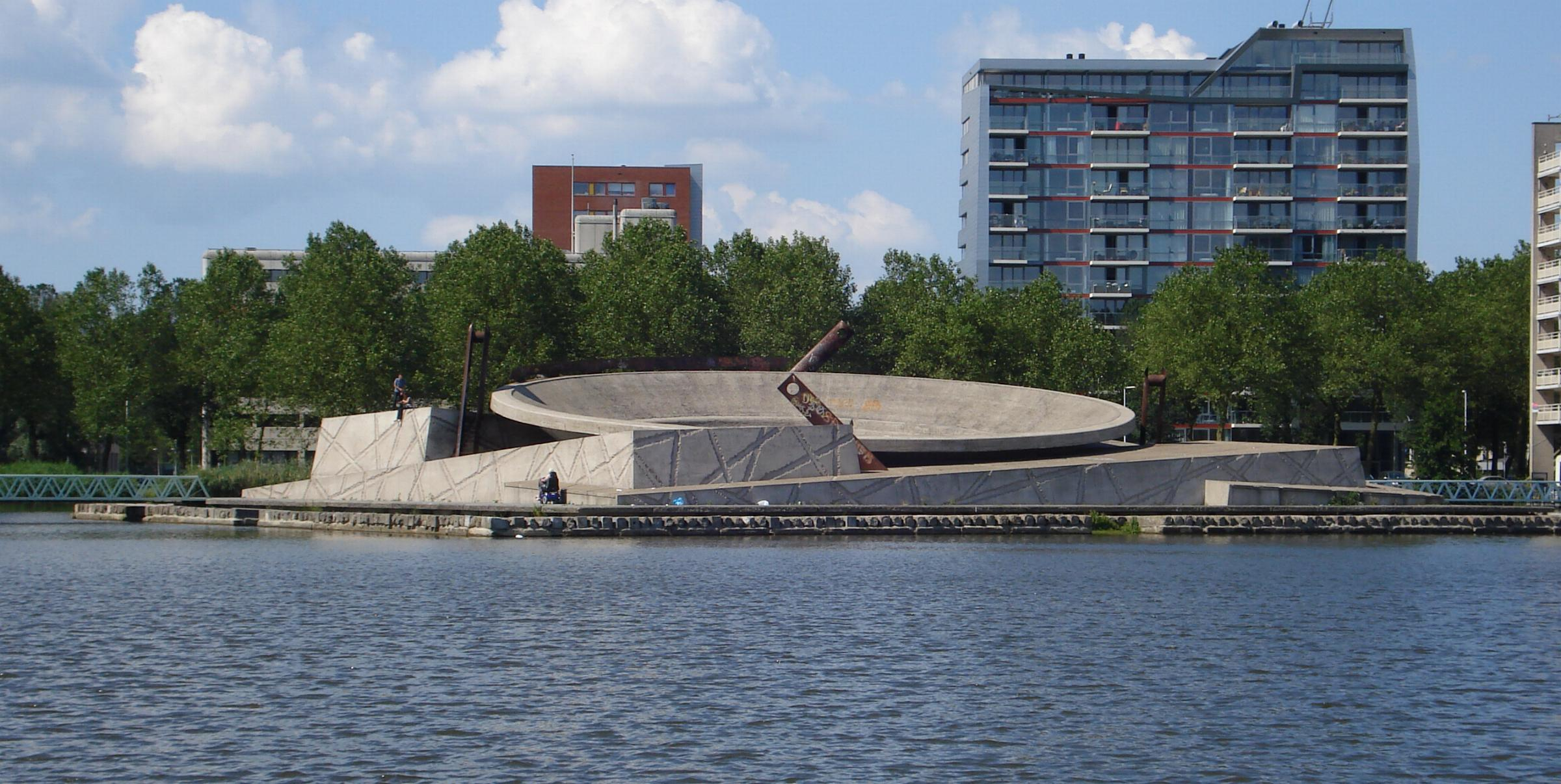
Vierkant Eiland in de Plas Kunstwerk dat het historisch laagste punt van Nederland markeert. (Prinsenland Rotterdam)
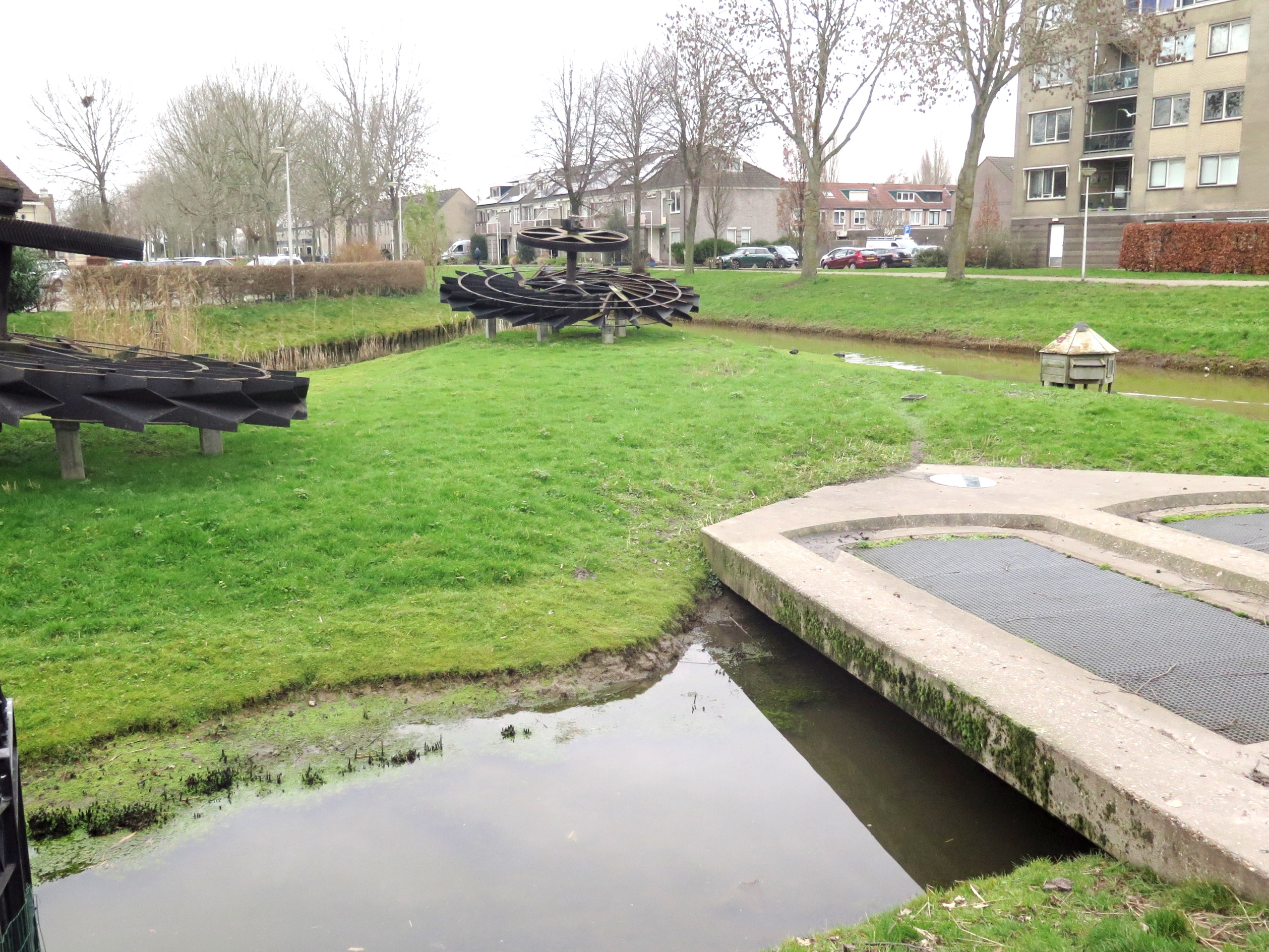
De vergeten plek Kunstwerk voor het laagste polderwaterpeil ter wereld. (Waddinxveen)

## Diepste punt
Een voorbeeld van een kunstmatig gecreëerd laagste, of beter gezegd: diepste punt lag in schacht IV van de voormalige Staatsmijn Hendrik in Limburg. De bodem van deze 1058 meter diepe, inmiddels afgedichte schacht waar nog mensen zijn geweest, bevindt zich op 961,8 meter onder NAP. Het diepste boorgat in Nederland (stand mei 2021) ligt in de provincie Groningen. De boring Tjuchem-02-S1 in de voormalige gemeente Slochteren bereikte in 1972 een einddiepte van 5994,2 meter onder NAP.